# Železniční trať Králův Dvůr – Koněprusy
Železniční trať Králův Dvůr – Koněprusy byla průmyslová úzkorozchodná dráha zbudovaná za účelem odvozu vytěženého vápence z lomů okolo Koněprus do Berouna a Králova Dvora. Její rozchod činil 760 milimetrů a dosahovala délky 11,3 kilometru. Provoz na trati začal 9. května 1898 a zajišťovala ho firma Franz Schön a synové, která koněpruské lomy vlastnila. Na trati byl pod návrším Zlatý kůň proražen tunel o délce 246 metrů. Společnost měla v té době k dispozici dvě lokomotivy (nazvané Tetín a Koněprusy) a 30 dvounápravových vozů. Železniční provoz zajišťovalo 12 zaměstnanců.
Postupem času se síť rozšiřovala a roku 1908 byla zakoupena třetí parní lokomotiva (pojmenovaná Damil). Během hospodářské krize před druhou světovou válkou se sice několik dolů zavřelo, ale dráha zůstávala v provozu i nadále. V letech 1940 až 1942 došlo k proražení tunelu do Modrého lomu ve vrcholu Damil. Ke konci války, roku 1945, byla při náletu amerických letounů úplně zničena berounská staniční budova, spolu s výtopnou a kolejištěm. K obnovení provozu došlo až po skončení války, kdy byly navíc přikoupeny i nové lokomotivy.
Následkem přesunu těžby do nově založeného lomu Čertovy schody, k čemuž došlo ke konci padesátých let 20. století, ztrácela postupně dráha na svém významu. Nepřispělo jí ani otevření normálněrozchodné tratě z berounského nádraží do nově otevřeného lomu. Provoz na úzkorozchodné trati definitivně skončil k 31. prosinci 1962. Lokomotivy byly následně odprodány a koleje demontovány.
Roku 2005 došlo k založení Klubu pro obnovu malodráhy, jenž měl snahu o obnovu trati. Od tohoto záměru však bylo roku 2012 ustoupeno.